# David Europeu
El premi "David Europeu" és un premi cinematogràfic, atorgat pel mateix jurat del premi David di Donatello als millor directors italians i estrangers. Es van entregar entre el 1973 i el 1983.

## Guanyadors
- David di Donatello 1973 - Vittorio De Sica per Una breve vacanza
- David di Donatello 1974 - Franco Brusati per Pane e cioccolata
- David di Donatello 1975 - Melvin Frank per El presoner de la Segona Avinguda
- David di Donatello 1976 - Jan Troell per Zandy's Bride
- David di Donatello 1977 - Stanley Kubrick per Barry Lyndon
- David di Donatello 1978 - Fred Zinnemann per Julia
- David di Donatello 1979 - Franco Zeffirelli
- David di Donatello 1980 - John Schlesinger per Ianquis
- David di Donatello 1981 - Krzysztof Zanussi
- David di Donatello 1982 - Ermanno Olmi
- David di Donatello 1983 - Richard Attenborough per Gandhi